# Major István (katona)
Major István (Győr, 1819. július 17. – Szanád, 1890. október 6.) magyar tüzérhadnagy és terménykereskedő.

## Élete
Major István és Szombath Zsuzsanna fiaként született. Részt vett az 1848/49-es forradalom és szabadságharcban, melynek bukását követően egy ideig Szegeden bujdosott. Amikor osztrák útlevélhez jutott, egy darabig egy győri kereskedő hajóján tartózkodott, majd 1851/2-ben a Délvidékre költözött, ahol különféle győri kereskedők megbízottjaként dolgozott: ő fizette ki azt a nagybirtokokról odaszállított búzát, amit Szanádról Győrbe szállítottak hajón. 1865-ben megnősült. Meggazdagodott és 1877-ben beválasztották Torontál vármegye törvényhatósági bizottságának tagjai közé. 1890-ben betörtek hozzá, ellopták a búzára felvett pénzét, tettes felderítetlen maradt. Major István ekkor az elveszett pénzt kénytelen volt saját vagyonából pótolni, szinte mindene ráment. Néhány hónappal később elhunyt.

## Műve
- Honvédélményeim 1848-49-ből. (Magvető Könyvkiadó, 1973)